# Alexander Bernhuber
Alexander Bernhuber (ur. 18 maja 1992 w St. Pölten) – austriacki polityk, rolnik, działacz organizacji gospodarczych i samorządowiec, poseł do Parlamentu Europejskiego IX i X kadencji.

## Życiorys
W 2011 zdał egzamin maturalny we Francisco Josephinum w Wieselburgu, a w 2018 uzyskał magisterium na uniwersytecie rolniczym BOKU w Wiedniu. W 2012 zajął się prowadzeniem gospodarstwa rolnego. Podjął też pracę jako referent w organizacji rolniczej Österreichischer Bauernbund w Dolnej Austrii. W 2015 z ramienia Austriackiej Partii Ludowej został radnym gminy targowej Kilb. W 2018 objął funkcję dyrektora federalnego Landjugend Österreich, młodzieżowej organizacji wiejskiej.
W wyborach w 2019 z listy ÖVP dzięki głosom preferencyjnym uzyskał mandat eurodeputowanego IX kadencji. Z powodzeniem ubiegał się o poselską reelekcję w 2024.